# Abd-al-Adhim (nom)
Abd-al-Adhim és un nom masculí teòfor àrab islàmic (àrab: عبد العظيم, ʿAbd al-ʿAẓīm) que literalment significa ‘Servidor de l'Immens' o ‘Servidor del Grandiós', essent «l'Immens» o «el Grandiós» un dels epítets de Déu. Si bé Abd-al-Adhim és la transcripció normativa en català del nom en àrab clàssic, també se'l pot trobar transcrit Abdul Azim, ‘Abdul 'Aziem... normalment per influència de la pronunciació dialectal o seguint altres criteris de transliteració. Com a teòfor, també el duen molts musulmans no arabòfons que l'han adaptat a les característiques fòniques i gràfiques de la seva llengua.
Vegeu aquí personatges i llocs que duen aquest nom.